# Trani
Trani (w miejscowym dialekcie Trane) – miejscowość i gmina we Włoszech, w regionie Apulia, w prowincji Barletta-Andria-Trani. Nazywane też jest "la perla dell'Adriatico" (perła Adriatyku). Miasto znane jest również z wydobywania marmuru z Trani.
Według danych na styczeń 2009 gminę zamieszkiwało 53 855 osób przy gęstości zaludnienia 527,6 os./1 km².

## Historia
Na starożytnej (IV w.) mapie Tabula Peutingeriana (kopia z XIII w.) pokazana jest miejscowość Turenum.
Po upadku Rzymu Trani znajdowało się w państwie Odoakra, później Ostrogotów. Po ich upadku pod władzą Bizancjum. Od VI do XI wieku we władaniu Longobardów.
W latach 1043–1059 należało do Księstwa Apulii (wł. Contea di Puglia) pod panowaniem Wilhelma Żelaznorękiego.
Cesarz Fryderyk II zbudował w Trani zamek.
W średniowieczu zamieszkiwała miasto liczna diaspora żydowska.

## Zabytki
- XI-wieczna[1] katedra romańska
- XII-wieczny kościół templariuszy[2]
- XIII-wieczny zamek, zbudowany przez Fryderyka II[3]
- XVI-wieczna Synagoga Scolanova[4]

## Galeria

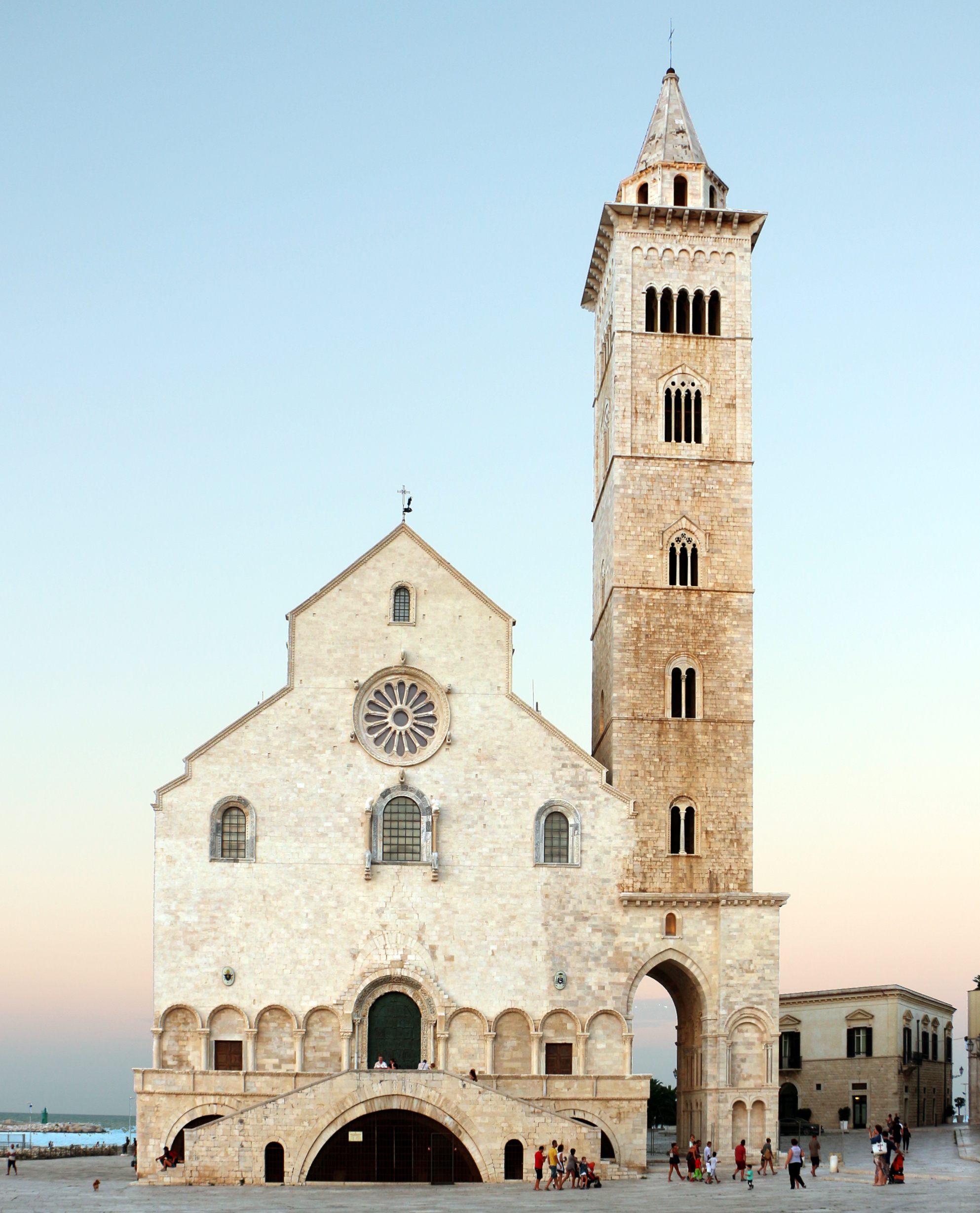
Katedra
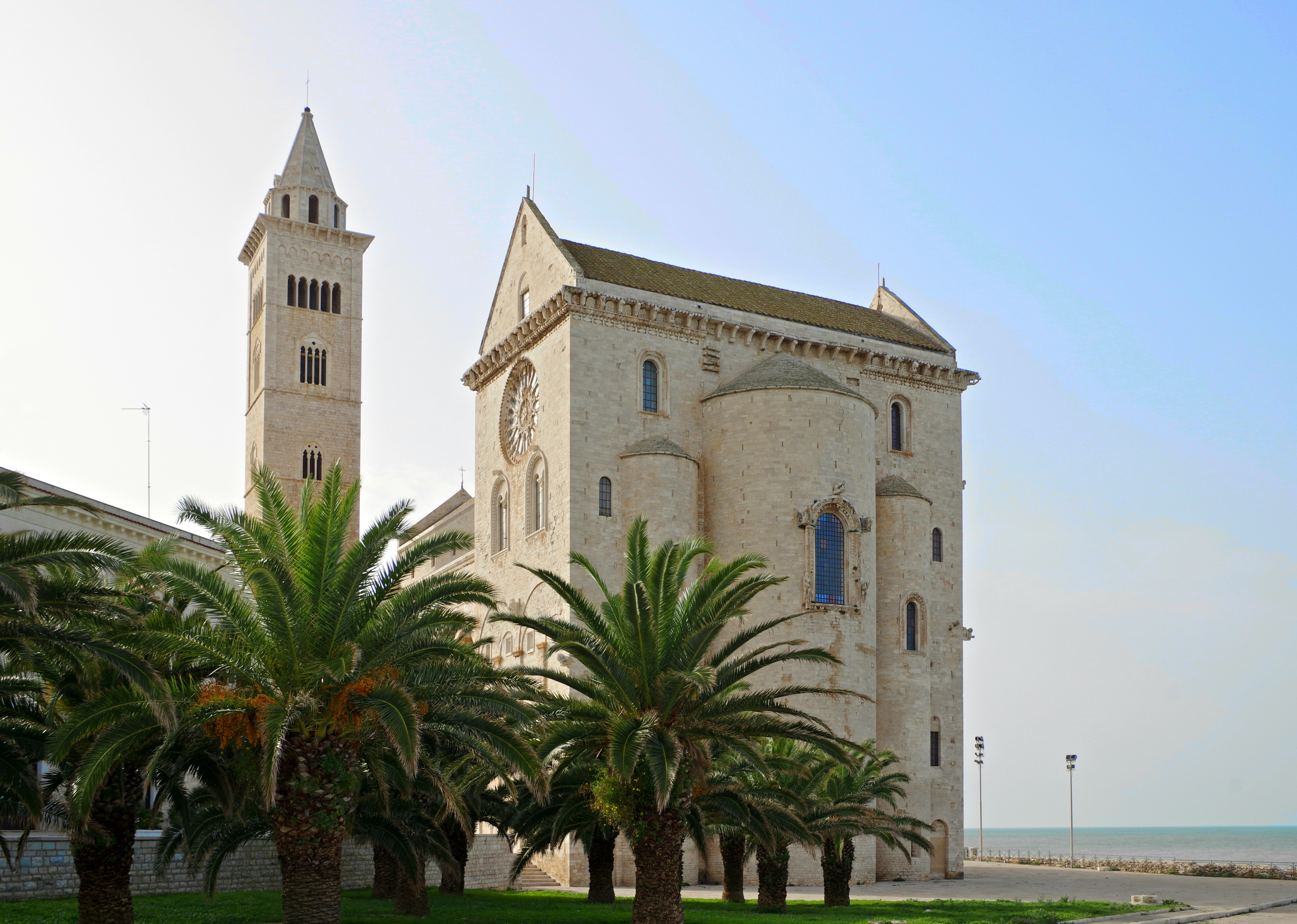
Katedra
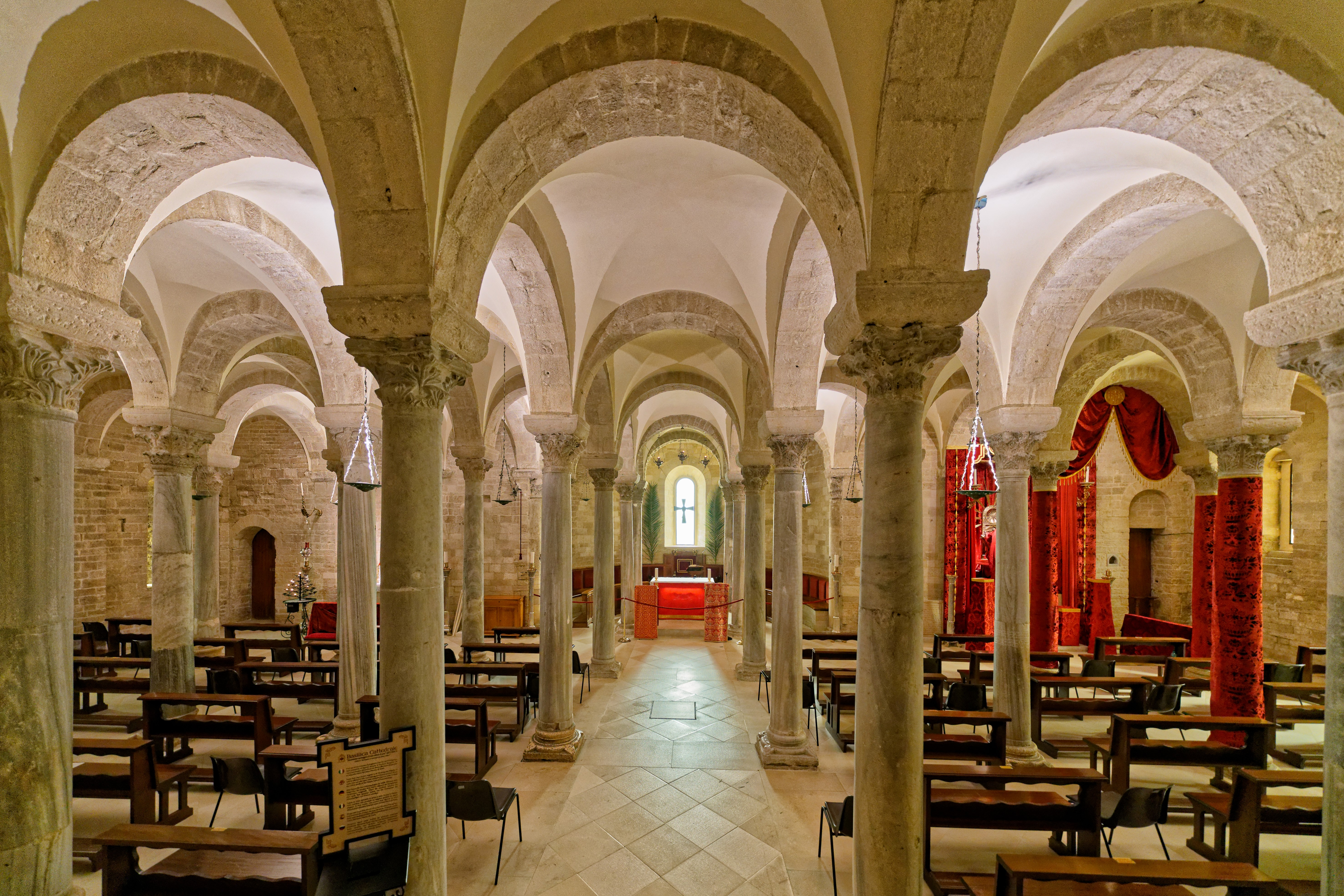
Wnętrze katedry
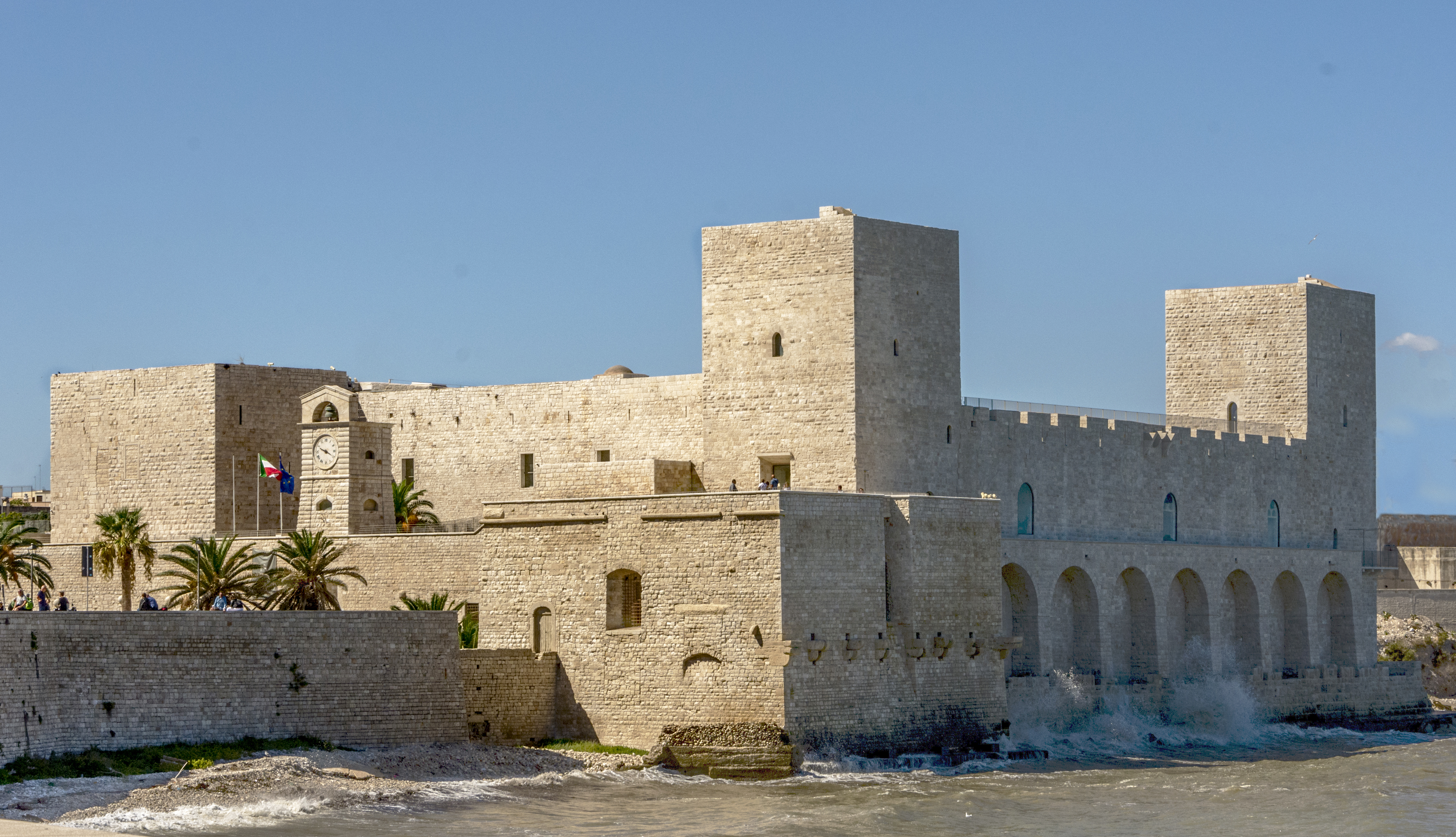
Zamek
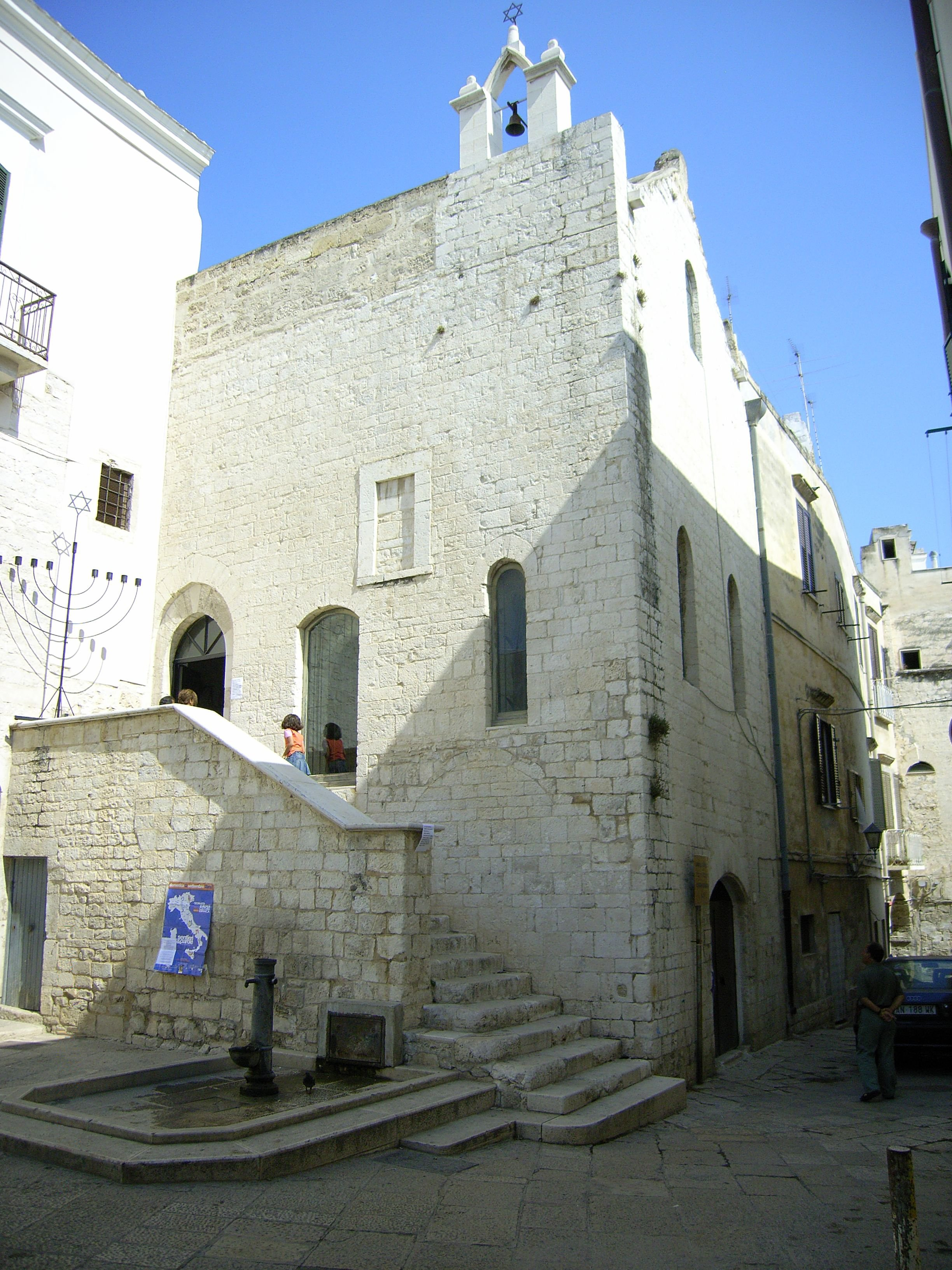
Synagoga Scolanova
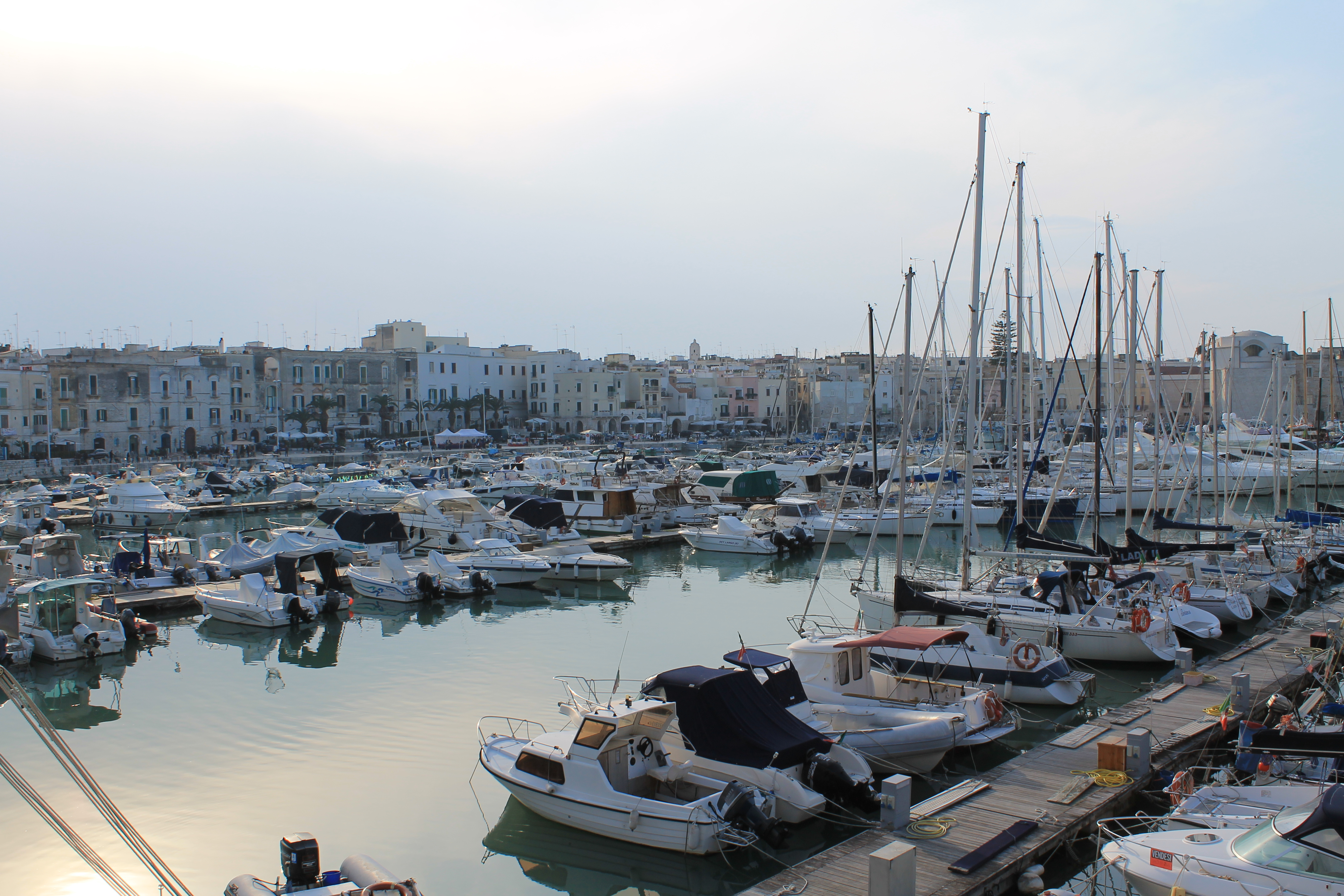
Port
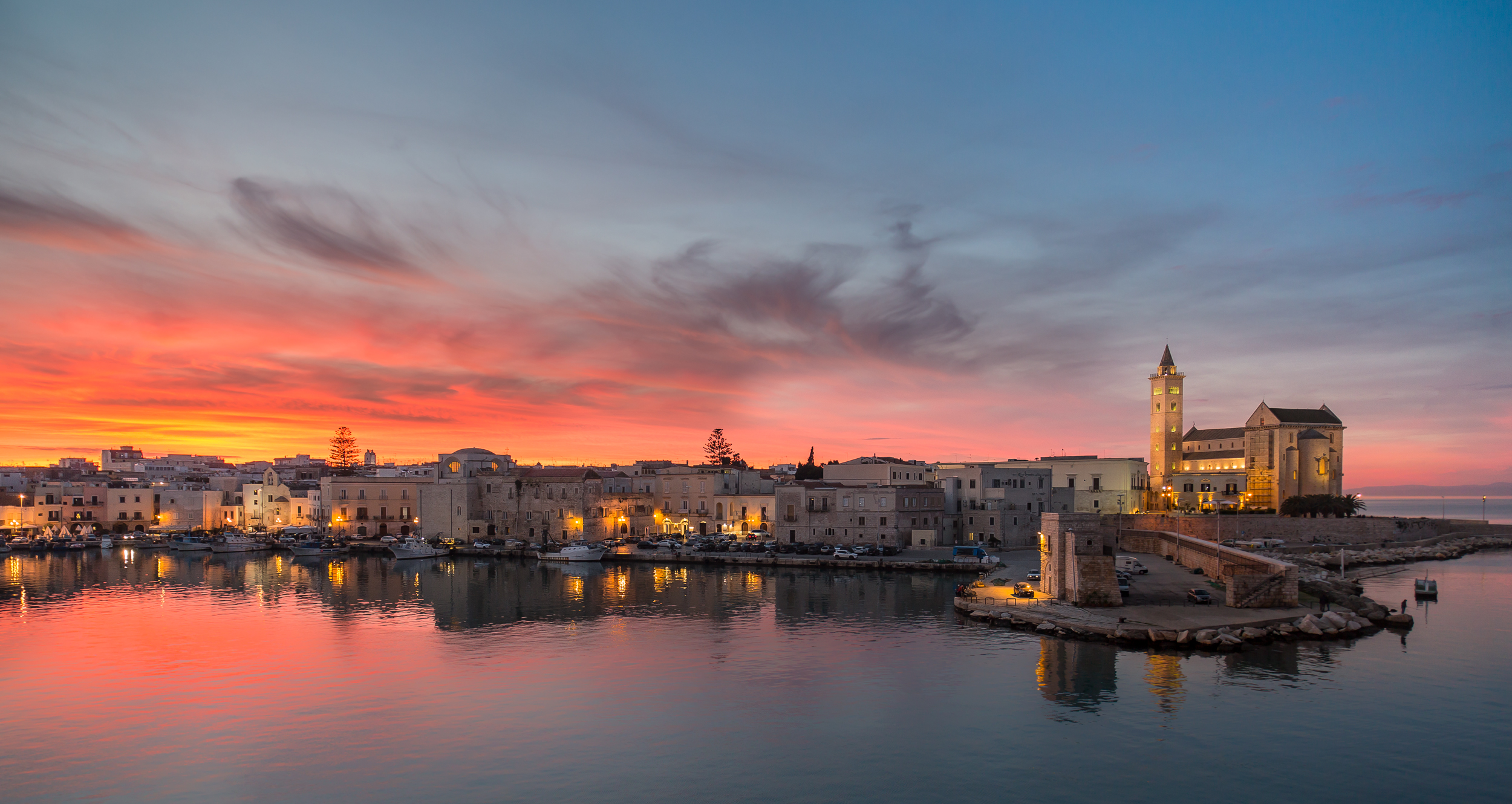
Trani

## Miasta partnerskie
- Dubrownik